# Eupithecia longibasalis
Eupithecia longibasalis är en fjärilsart som beskrevs av Louis Beethoven Prout 1910. Eupithecia longibasalis ingår i släktet Eupithecia och familjen mätare. Inga underarter finns listade i Catalogue of Life.